# Théo Maledon
Théo Maledon (Rouen; 6 de diciembre de 2001) es un jugador de baloncesto francés que pertenece a la plantilla del Real Madrid de la liga ACB. Con 1,93 metros de estatura, juega en la posición de base.

## Trayectoria deportiva
En enero de 2018, fue máximo anotador del Euroleague Basketball Adidas Next Generation Tournament disputado en L´Hospitalet, realizando unos promedios de 26,3 puntos, 5,3 rebotes y 5 asistencias por partido, coqueteando con el triple-doble y siendo el MVP del torneo.
Con apenas 17 años, en octubre de 2018 debutó en Eurocup, y en esa misma temporada llegó a ser de los mejores jugadores de la liga francesa. Prueba de ello son los 15 puntos, 4 rebotes, 4 asistencias y 1 tapón que hizo para sumar 22 de valoración en 22 minutos, siendo MVP del triunfo frente al FosProvence BB (88-64) en la primera jornada de liga francesa.
Fue elegido en la trigésimo cuarta posición del Draft de la NBA de 2020 por los Philadelphia 76ers, siendo posteriormente traspasado a Oklahoma City Thunder.
El 30 de septiembre de 2022 es traspasado junto a Derrick Favors, Ty Jerome y Moe Harkless a Houston Rockets, a cambio de David Nwaba, Sterling Brown, Trey Burke y Marquese Chriss. Pero el 11 de octubre es cortado por los Rockets. El 15 de octubre firma un contrato dual con Charlotte Hornets.
En septiembre de 2023, renueva con los Hornets su contrato dual, pero fue despedido el 14 de diciembre tras 13 encuentros esa temporada. Tres días después, el 17 de diciembre, firma con Phoenix Suns, pero es despedido el 4 de marzo de 2024, tras 4 encuentros con los Suns.
El 11 de marzo de 2024 se unió a Sioux Falls Skyforce de la G League.
El 14 de agosto de 2024 regresa a Francia a las filas del LDLC ASVEL.
A finales de mayo de 2025, firma un acuerdo por tres temporadas con el Real Madrid de la liga ACB.

### Selección nacional
En septiembre de 2022 disputó con el combinado absoluto francés el EuroBasket 2022, donde ganaron la plata, al perder la final ante España.

## Estadísticas de su carrera en la NBA

### Temporada regular
| Año     | Equipo        | PJ  | PT | MPP  | %TC  | %3P  | %TL   | RPP | APP | ROB | TPP | PPP  |
| ------- | ------------- | --- | -- | ---- | ---- | ---- | ----- | --- | --- | --- | --- | ---- |
| 2020-21 | Oklahoma City | 65  | 49 | 27.4 | .368 | .335 | .748  | 3.2 | 3.5 | .9  | .2  | 10.1 |
| 2021-22 | Oklahoma City | 51  | 7  | 17.8 | .375 | .293 | .790  | 2.6 | 2.2 | .6  | .2  | 7.1  |
| 2022-23 | Charlotte     | 44  | 7  | 19.4 | .402 | .295 | .851  | 2.8 | 3.5 | .8  | .3  | 6.7  |
| 2023-24 | Charlotte     | 13  | 1  | 15.4 | .288 | .167 | .917  | 1.8 | 2.2 | .5  | .0  | 4.2  |
| 2023-24 | Phoenix       | 4   | 0  | 3.3  | .250 | —    | 1.000 | .3  | .0  | .0  | .0  | 1.3  |
| Ttal    | Ttal          | 177 | 64 | 21.2 | .372 | .310 | .793  | 2.8 | 2.9 | .7  | .2  | 7.8  |